# Villenkolonie Neuwittelsbach
Die Villenkolonie Neuwittelsbach befindet sich im Münchner Stadtteil Neuhausen-Nymphenburg.
Diese Villenkolonie gilt als vornehmes, einheitlich gestaltetes Villenquartier des ausgehenden 19. und frühen 20. Jahrhunderts mit parkähnlichem Charakter. Sie entstand südlich des Nymphenburger Kanals ab 1880 rund um das Rondell Neuwittelsbach in Nymphenburg aus Anlass des 700-jährigen Jubiläums des Hauses Wittelsbach. Das Rondell Neuwittelsbach erhielt seinen Namen erst 1890 von der gleichnamigen Kolonie. Die Villenanlage erstreckt sich zwischen der Hubertus- und Renatastraße sowie zwischen der Nibelungen- und Prinzenstraße mit der Aiblinger-, Lachner- und Flüggenstraße sowie mit Teilen der Monten-, Roman- und Prinzenstraße.

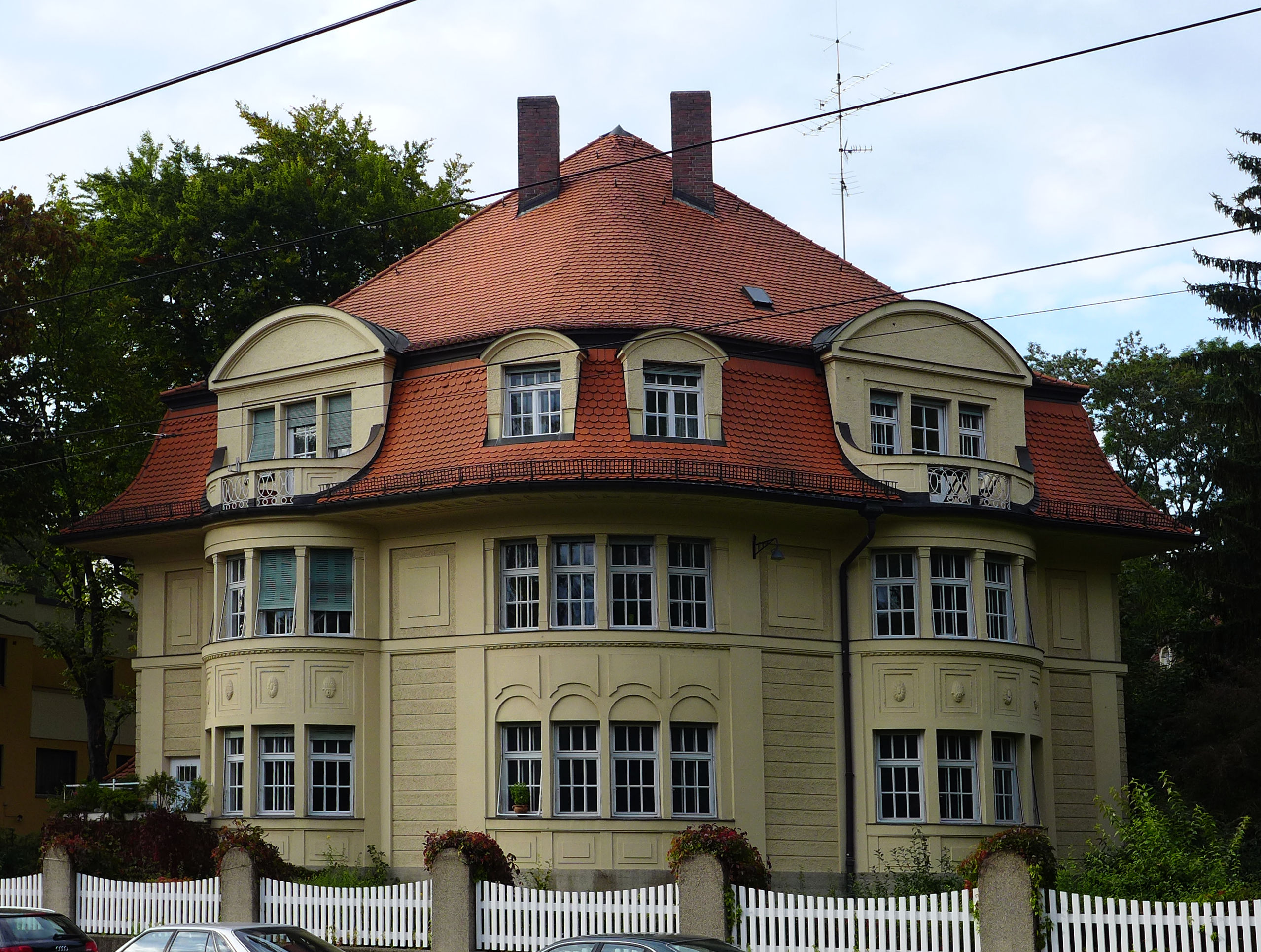
Romanstraße 19
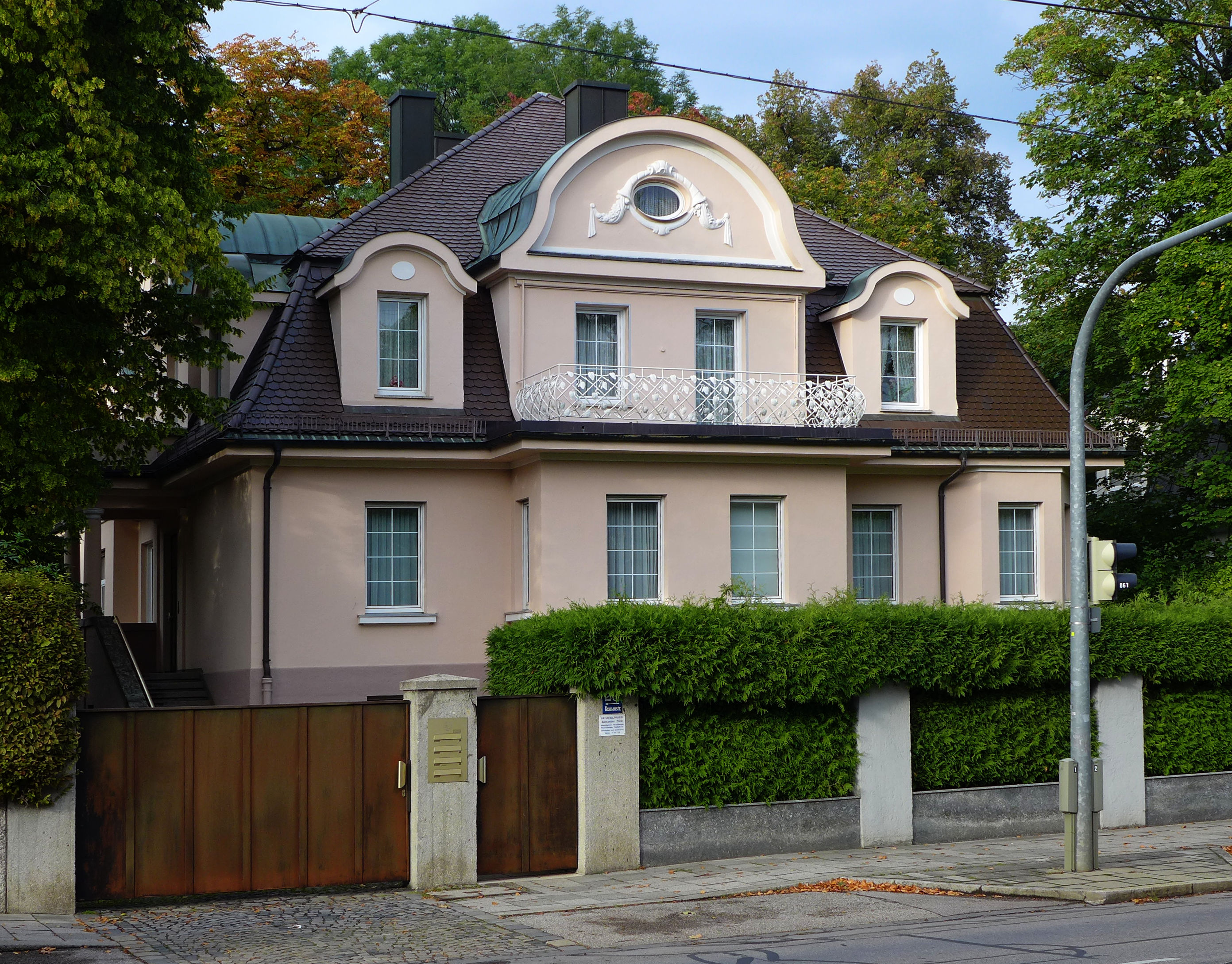
Romanstraße 25
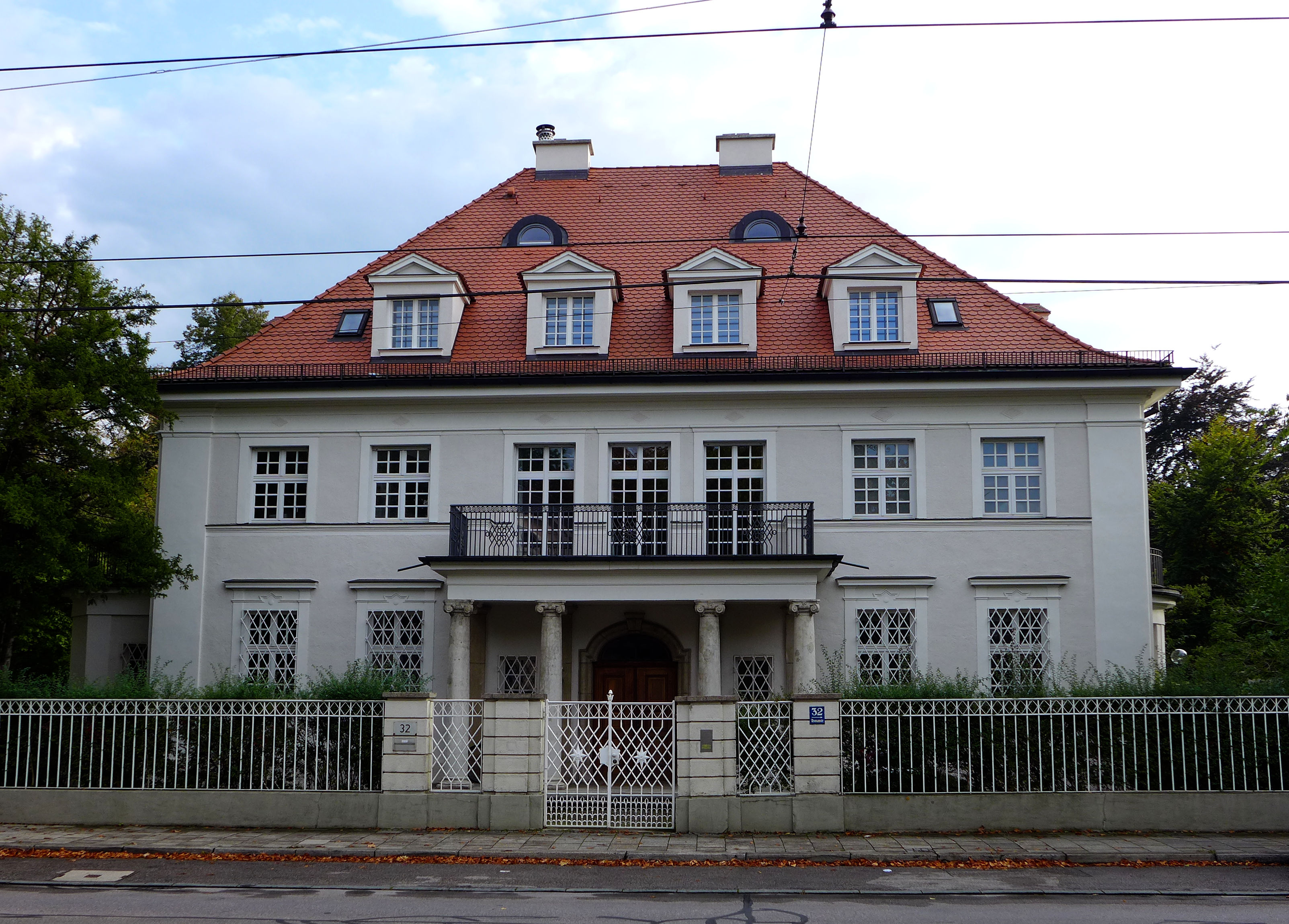
Romanstraße 32
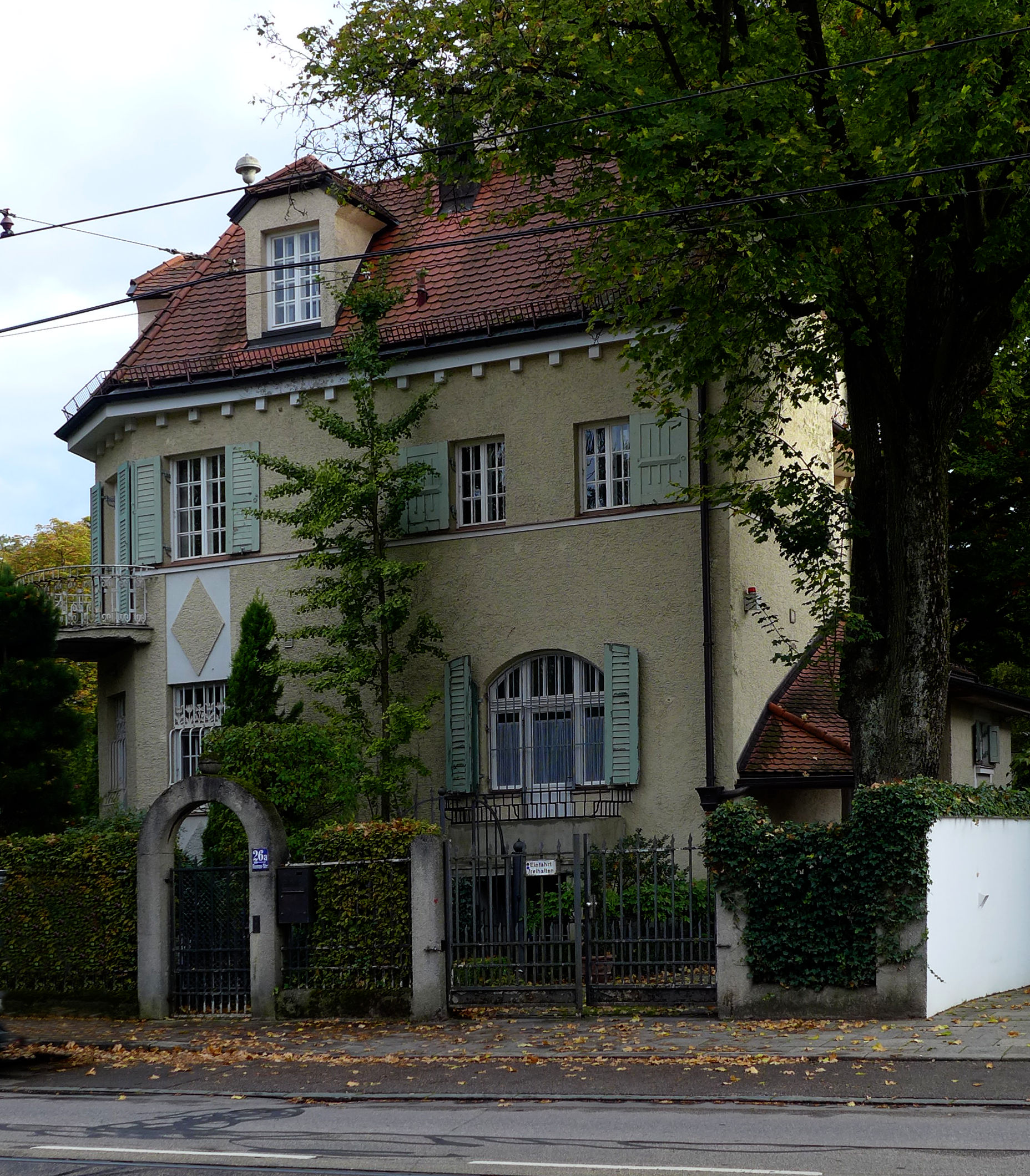
Romanstraße 26
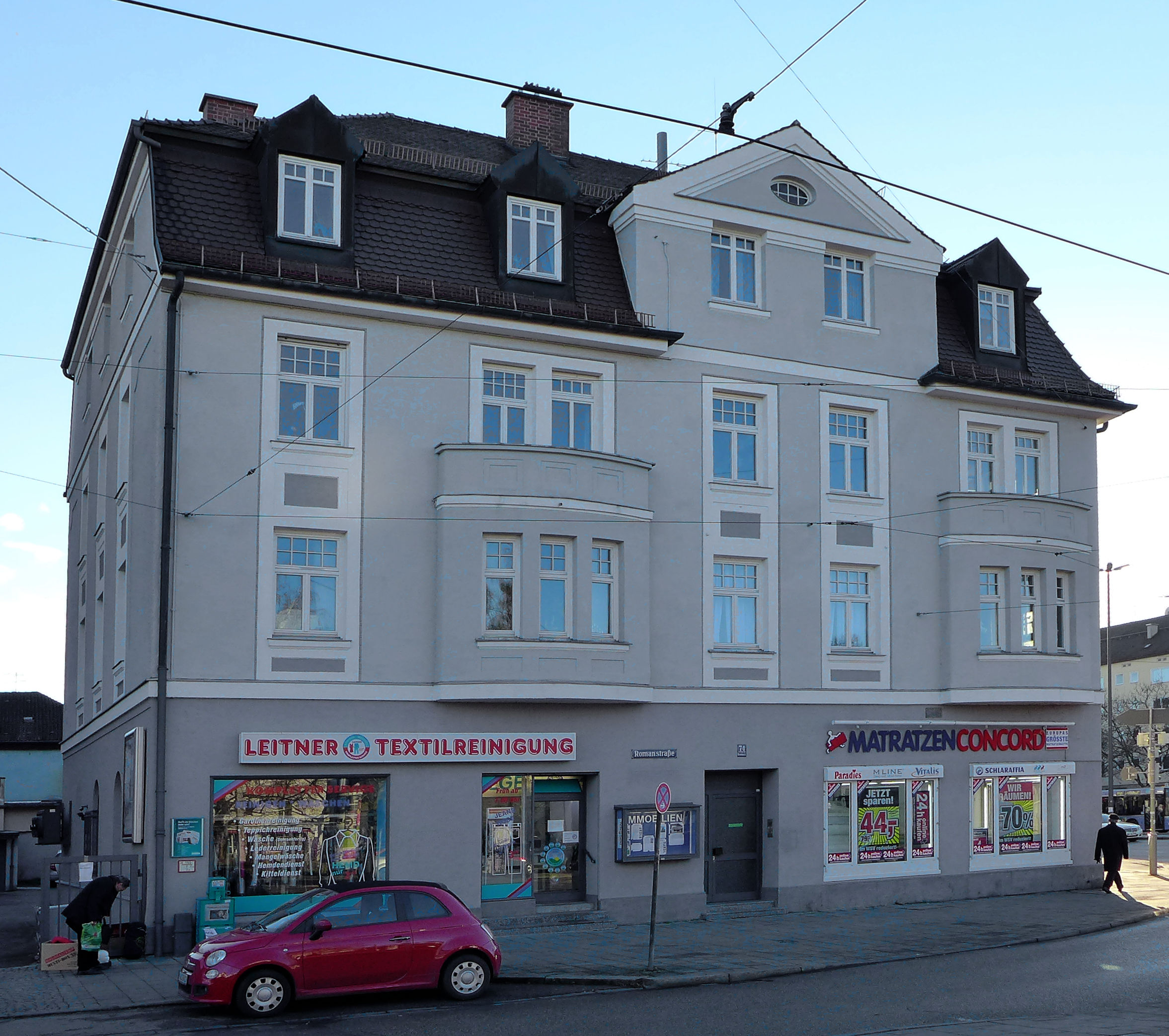
Romanstraße 74
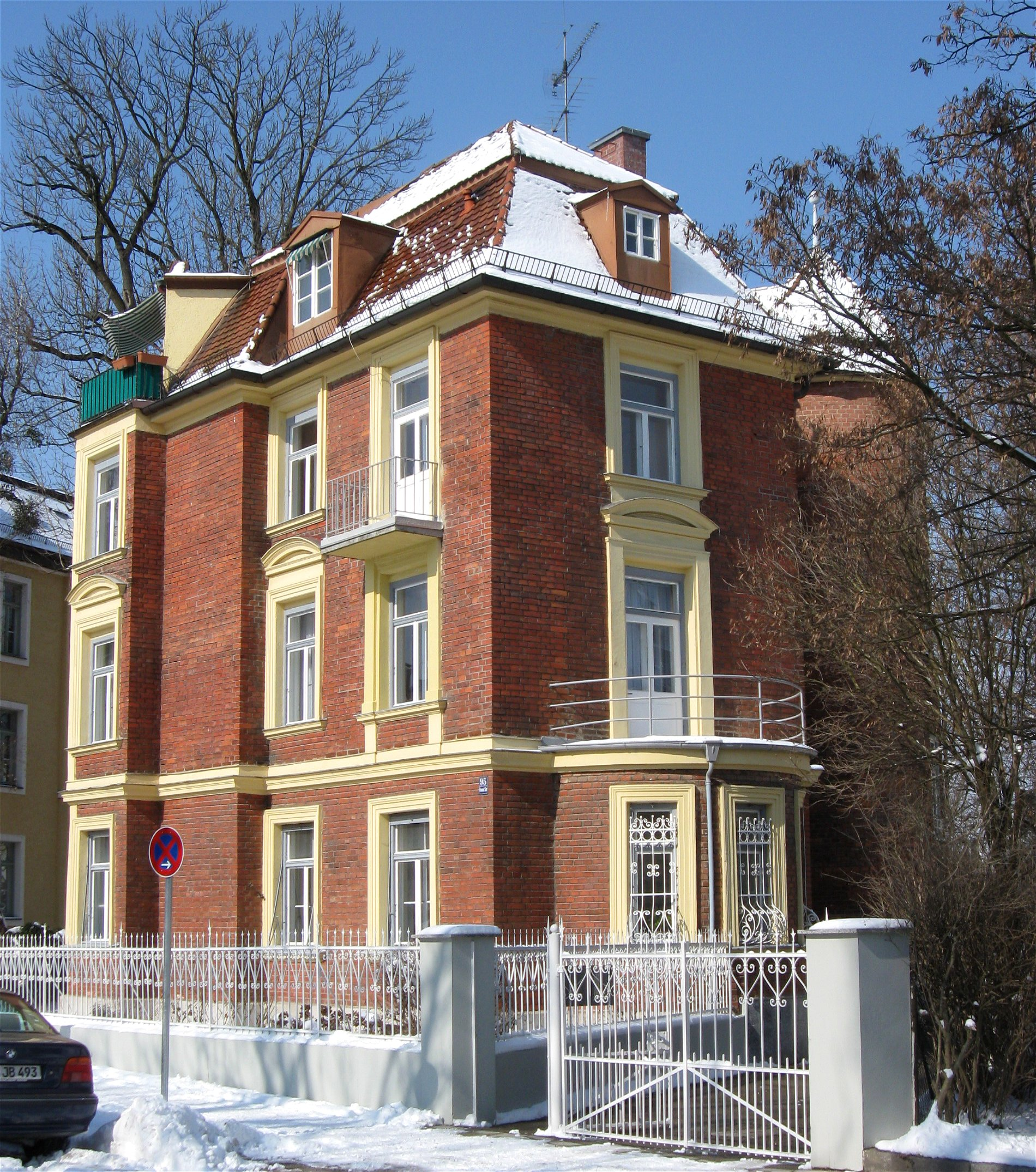
Romanstraße 95
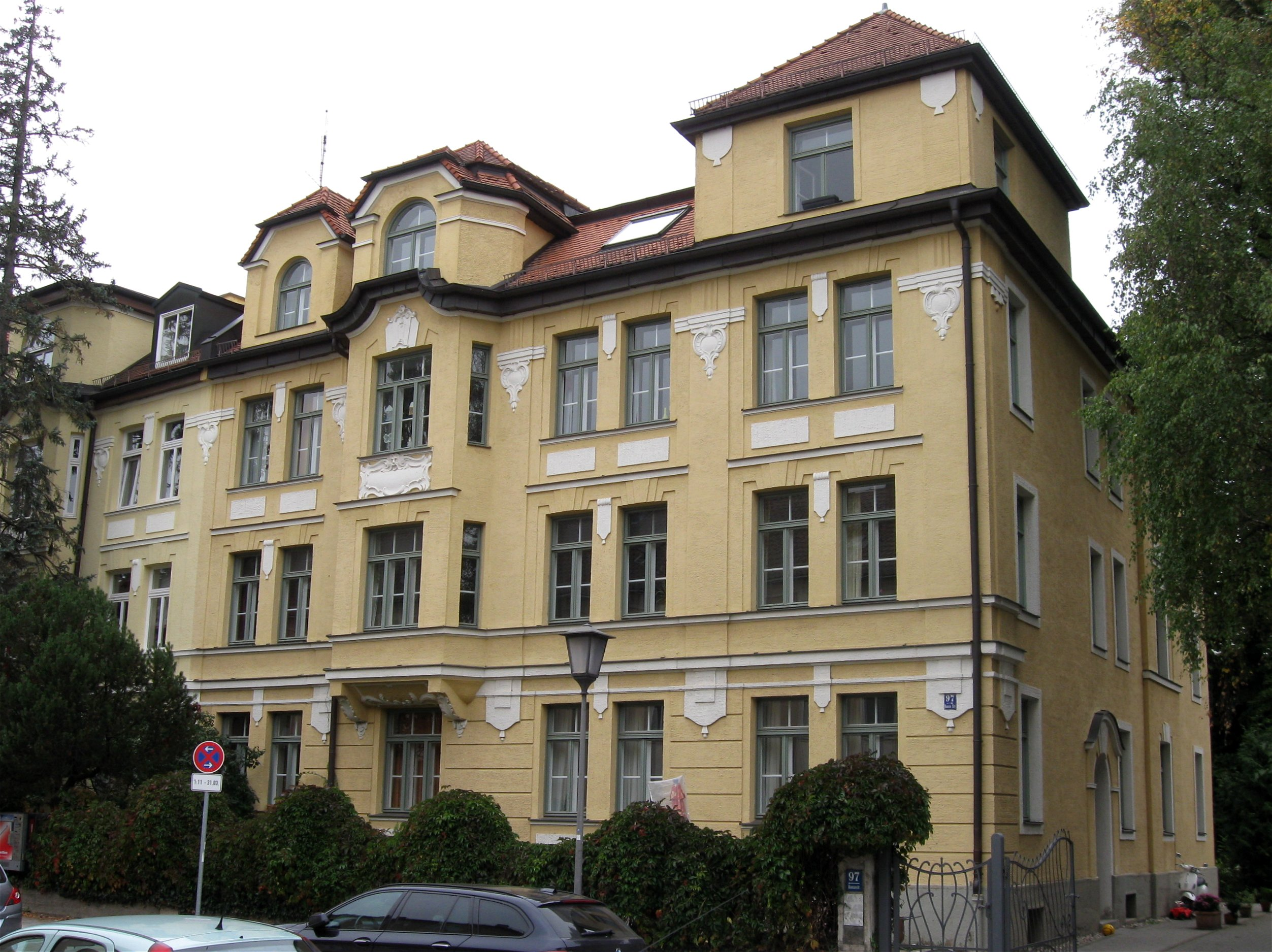
Romanstraße 97
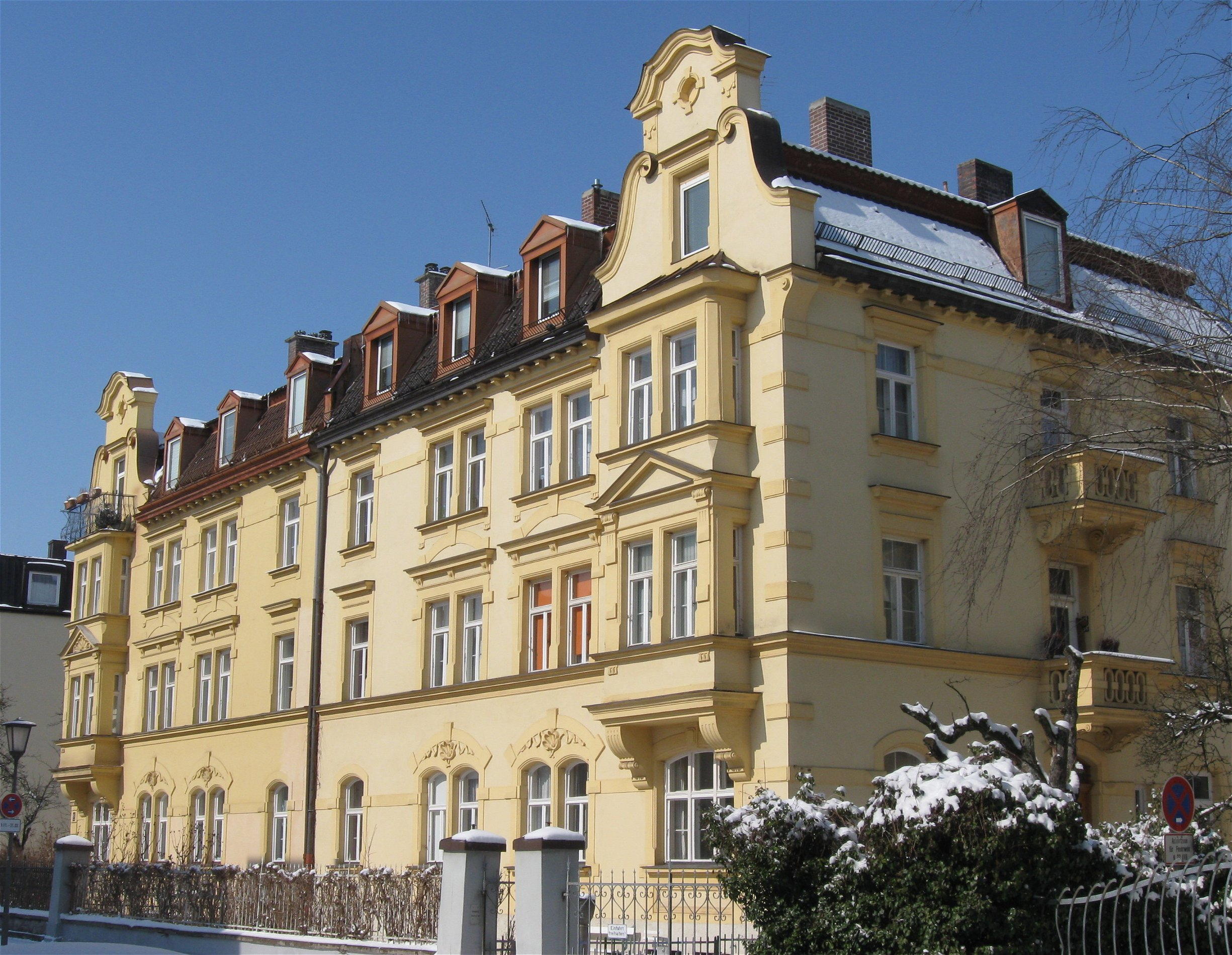
Romanstraße 101